# 니노헤군

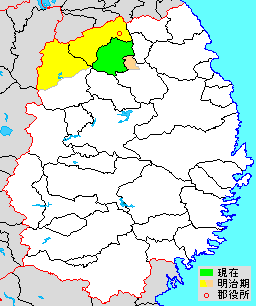
이와테군 니노헤군의 위치 (녹색:이치노헤정 연노랑:후에 다른 군에 소속된 구역)

니노헤군(일본어: 二戸郡, にのへぐん)은 일본 이와테현(리쿠오국)의 군이다.
인구 10,056명, 면적 300.03km², 인구밀도 33.5명/km².(2025년 3월 1일, 추계인구)
이하 1정으로 구성된다.
- 이치노헤정(一戸町)

## 군역
1878년 행정 구역으로 발족 당시의 군역은, 위의 1정 외에 대체로 아래 구역에 해당한다. 이 중 하치만타이시와 구즈마키정 구역은 후에 이와테군에 편입된 구역이다.
- 니노헤시 전역
- 하치만타이시의 일부(아시로 지구)
- 이와테군 구즈마키정의 일부(다베)

## 역사
- 1878년 11월 26일 - 군구정촌 편제법이 이와테현에서 시행되면서, 행정 구역으로서의 니노헤군이 발족.

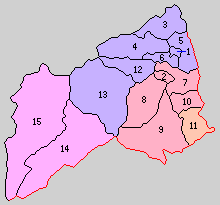
1.후쿠오카정 2.이치노헤정 3.긴다이치촌 4.도마이촌 5.니삿타이촌 6.이시키리도코로촌 7.나미우치촌 8.조카이촌 9.고즈야촌 10.아네타이촌 11.다베촌 12.고헨치촌 13.조보지촌 14.아라사와촌 15.다야마촌 (보라:니노헤시 분홍:하치만타이시 빨강:이치노헤정 등색:이와테군 구즈마키정)

- 1889년 4월 1일 - 정촌제 시행으로, 아래의 정촌이 발족.(2정 13촌)
  - 후쿠오카정(福岡町): 현 니노헤시
  - 이치노헤정(一戸町): 현 이치노헤정
  - 긴다이치촌(金田一村), 도마이촌(斗米村), 니삿타이촌(爾薩体村), 이시키리도코로촌(石切所村): 현 니노헤시
  - 나미우치촌(浪打村), 조카이촌(鳥海村), 고즈야촌(小鳥谷村), 아네타이촌(姉帯村): 현 이치노헤정
  - 다베촌(田部村): 현 이와테군 구즈마키정
  - 고헨치촌(御返地村), 조보지촌(浄法寺村): 현 니노헤시
  - 아라사와촌(荒沢村), 다야마촌(田山村): 현 하치만타이시
- 1940년 12월 25일 - 조보지촌이 정제 시행으로 조보지정(浄法寺町)이 됨.(3정 12촌)
- 1955년
  - 3월 10일 - 후쿠오카정·이시키리도코로촌·고헨치촌·도마이촌·니삿타이촌이 합병하여, 새로이 후쿠오카정이 발족.(3정 8촌)
  - 7월 15일 - 다베촌이 이와테군 구즈마키정·에카리촌과 합병하여, 새로이 이와테군 구즈마키정이 발족.(3정 7촌)
- 1956년 9월 30일 - 아라사와촌·다야마촌이 합병하여, 아시로정(安代町)이 발족.(4정 5촌)
- 1957년 11월 1일 - 이치노헤정·아네타이촌·고즈야촌·조카이촌·나미우치촌이 합병하여, 새로이 이치노헤정이 발족.(4정 1촌)
- 1972년 4월 1일 - 후쿠오카정·긴다이치촌이 합병하여, 니노헤시(二戸市)가 발족, 군에서 이탈.(3정)
- 2002년 4월 1일 - 아시로정의 소속이 이와테군으로 변경.(2정)
- 2006년 1월 1일 - 조보지정이 니노헤시와 합병하여, 새로이 니노헤시가 발족, 군에서 이탈.(1정)

## 참고 문헌
- 《가도카와 일본 지명 대사전》 편집위원회, 편집. (1985년 2월 7일). 《가도카와 일본 지명 대사전》. 3 이와테현. 가도카와 쇼텐. ISBN 4040010302.